# Hacemos Coalición Federal
Hacemos Coalición Federal (HCF), también conocida como Encuentro Federal, es una alianza política/parlamentaria argentina que unificó a los bloques Hacemos por Nuestro País, Coalición Cívica ARI y Cambio Federal en la Cámara de Diputados. La Coalición Cívica ARI se desvinculó del bloque en el Congreso el martes 30 de abril de 2024.

## Composición legislativa
A partir de la derrota de Juntos por el Cambio en las elecciones presidenciales de 2023, los distintos espacios que lo integraban se fueron reagrupando en el Congreso llegando a la conformación del bloque Hacemos Coalición Federal el 27 de diciembre de 2023 con representantes de Hacemos por Nuestro País (integrado por sectores del Partido Justicialista de Córdoba, el Partido GEN, el Partido Socialista, entre otros), el bloque Cambio Federal y los gobernadores de Entre Ríos, Córdoba y Chubut. La Coalición Cívica ARI se desvinculó del bloque en el Congreso el martes 30 de abril de 2024 debido a diferencias entre el presidente del bloque, Miguel Ángel Pichetto, y la líder del partido político, Elisa Carrió.

### Cámara de Diputados
| Bloque Encuentro Federal Presidente: Miguel Ángel Pichetto | Bloque Encuentro Federal Presidente: Miguel Ángel Pichetto | Bloque Encuentro Federal Presidente: Miguel Ángel Pichetto | Bloque Encuentro Federal Presidente: Miguel Ángel Pichetto | Bloque Encuentro Federal Presidente: Miguel Ángel Pichetto | Bloque Encuentro Federal Presidente: Miguel Ángel Pichetto | Bloque Encuentro Federal Presidente: Miguel Ángel Pichetto | Bloque Encuentro Federal Presidente: Miguel Ángel Pichetto | Bloque Encuentro Federal Presidente: Miguel Ángel Pichetto |
| Bloque                                                     | Bloque                                                     | Retrato                                                    | Nombre                                                     | Partido                                                    | Partido                                                    | Provincia                                                  | Mandato                                                    | Mandato                                                    |
| Bloque                                                     | Bloque                                                     | Retrato                                                    | Nombre                                                     | Partido                                                    | Partido                                                    | Provincia                                                  | Inicio                                                     | Fin                                                        |
| ---------------------------------------------------------- | ---------------------------------------------------------- | ---------------------------------------------------------- | ---------------------------------------------------------- | ---------------------------------------------------------- | ---------------------------------------------------------- | ---------------------------------------------------------- | ---------------------------------------------------------- | ---------------------------------------------------------- |
|                                                            | Encuentro Federal (15) (Presidente: Miguel Ángel Pichetto) |                                                            | Florencio Randazzo                                         |                                                            | Hacemos                                                    | Buenos Aires                                               | 2021                                                       | 2025                                                       |
|                                                            | Encuentro Federal (15) (Presidente: Miguel Ángel Pichetto) | Mónica Fein                                                |                                                            | Partido Socialista                                         | Santa Fe                                                   | 2021                                                       | 2025                                                       |                                                            |
|                                                            | Encuentro Federal (15) (Presidente: Miguel Ángel Pichetto) | Miguel Ángel Pichetto                                      |                                                            | Encuentro Republicano Federal                              | Buenos Aires                                               | 2023                                                       | 2027                                                       |                                                            |
|                                                            | Encuentro Federal (15) (Presidente: Miguel Ángel Pichetto) | Emilio Monzó                                               |                                                            | Partido del Diálogo                                        | Buenos Aires                                               | 2021                                                       | 2025                                                       |                                                            |
|                                                            | Encuentro Federal (15) (Presidente: Miguel Ángel Pichetto) | Natalia de la Sota                                         |                                                            | Partido Justicialista                                      | Córdoba                                                    | 2021                                                       | 2025                                                       |                                                            |
|                                                            | Encuentro Federal (15) (Presidente: Miguel Ángel Pichetto) | Ignacio Garcia Aresca                                      |                                                            | Partido Justicialista                                      | Córdoba                                                    | 2021                                                       | 2025                                                       |                                                            |
|                                                            | Encuentro Federal (15) (Presidente: Miguel Ángel Pichetto) | Alejandra Torres                                           |                                                            | Hacemos                                                    | Córdoba                                                    | 2023                                                       | 2027                                                       |                                                            |
|                                                            | Encuentro Federal (15) (Presidente: Miguel Ángel Pichetto) | Carlos Mario Gutiérrez                                     |                                                            | Hacemos                                                    | Córdoba                                                    | 2023                                                       | 2027                                                       |                                                            |
|                                                            | Encuentro Federal (15) (Presidente: Miguel Ángel Pichetto) | Juan Fernando Brügge                                       |                                                            | Demócrata Cristiano                                        | Córdoba                                                    | 2023                                                       | 2027                                                       |                                                            |
|                                                            | Encuentro Federal (15) (Presidente: Miguel Ángel Pichetto) | Esteban Paulon                                             |                                                            | Partido Socialista                                         | Santa Fe                                                   | 2023                                                       | 2027                                                       |                                                            |
|                                                            | Encuentro Federal (15) (Presidente: Miguel Ángel Pichetto) | Nicolás Massot                                             |                                                            | Propuesta Republicana                                      | Buenos Aires                                               | 2023                                                       | 2027                                                       |                                                            |
| Francisco Morchio, diputado nacional.                      | Encuentro Federal (15) (Presidente: Miguel Ángel Pichetto) | Francisco Morchio                                          |                                                            | Propuesta Republicana                                      | Entre Ríos                                                 | 2023                                                       | 2027                                                       |                                                            |
|                                                            | Encuentro Federal (15) (Presidente: Miguel Ángel Pichetto) | Margarita Rosa Stolbizer                                   |                                                            | Generación para un Encuentro Nacional                      | Buenos Aires                                               | 2021                                                       | 2025                                                       |                                                            |
|                                                            | Encuentro Federal (15) (Presidente: Miguel Ángel Pichetto) | Oscar Agost Carreño                                        |                                                            | Propuesta Republicana                                      | Córdoba                                                    | 2023                                                       | 2025                                                       |                                                            |
|                                                            | Encuentro Federal (15) (Presidente: Miguel Ángel Pichetto) | Jorge Antonio Avila                                        |                                                            | Partido Justicialista                                      | Chubut                                                     | 2023                                                       | 2027                                                       |                                                            |

### Senado
| Bloque | Bloque                                                      | Retrato                  | Nombre                  | Partido               | Partido                       | Provincia | Mandato | Mandato |
| Bloque | Bloque                                                      | Retrato                  | Nombre                  | Partido               | Partido                       | Provincia | Inicio  | Fin     |
| ------ | ----------------------------------------------------------- | ------------------------ | ----------------------- | --------------------- | ----------------------------- | --------- | ------- | ------- |
|        | Cambio Federal (1) (Presidente: Juan Carlos Romero)         |                          | Juan Carlos Romero      |                       | Encuentro Republicano Federal | Salta     | 2019    | 2025    |
|        | Despierta Chubut (1) (Preisdente: Edith Terenzi)            |                          | Edith Elizabeth Terenzi |                       | Unión Cívica Radical          | Chubut    | 2021    | 2027    |
|        | Movimiento Neuquino (1) (Presidente: Carmen Lucila Crexell) |                          | Carmen Lucila Crexell   |                       | Movimiento Popular Neuquino   | Neuquén   | 2019    | 2025    |
|        | Unidad Federal (2) (Presidente: Camau Espinola)             |                          | Alejandra María Vigo    |                       | Partido Justicialista         | Córdoba   | 2021    | 2027    |
|        | Unidad Federal (2) (Presidente: Camau Espinola)             | Carlos Mauricio Espinola |                         | Partido Justicialista | Corrientes                    | 2021      | 2027    |         |
|        | Unidad Federal (2) (Presidente: Camau Espinola)             |                          |                         |                       |                               |           |         |         |

### Parlamentario Mercosur
| Bloque | Bloque                       | Retrato | Nombre                    | Partido | Partido             | Pais      | Mandato | Mandato |
| Bloque | Bloque                       | Retrato | Nombre                    | Partido | Partido             | Pais      | Inicio  | Fin     |
| ------ | ---------------------------- | ------- | ------------------------- | ------- | ------------------- | --------- | ------- | ------- |
|        | Hacemos por Nuestro País (1) |         | José Antonio Romero Feris |         | Partido Autonomista | Argentina | 2023    | 2027    |